# Replicación (estadística)
La replicación es uno de los pilares del método científico, que permite comprobar y poder considerar como probados, los resultados de la investigación científica, de la aplicación de un tratamiento o las relaciones de causalidad observadas y experimentadas por investigaciones previas (previamente publicadas o realizadas por otro u otros grupos de investigación). La replicación en ciencia, consiste en el proceso de repetir un estudio o experimento en las mismas condiciones o similares para respaldar la afirmación original.Es crucial para confirmar la exactitud de los resultados, así como para, en el caso de que se hayan producido errores o haya habido contaminación en las pruebas o en las variables de investigación, identificar y corregir los defectos y errores que se produjeron en el experimento original (comprobarlos y, a ser posible, permitir corregirlos, o refutarlos).